# Стружево (Великопольське воєводство)
Стружево (пол. Stróżewo, нім. Kirchdorf) — село в Польщі, у гміні Ходзеж Ходзезького повіту Великопольського воєводства.
Населення — 392 особи (2011).

## Демографія
Демографічна структура станом на 31 березня 2011 року:
|          | Загалом | Допрацездатний вік | Працездатний вік | Постпрацездатний вік |
| -------- | ------- | ------------------ | ---------------- | -------------------- |
| Чоловіки | 202     | 49                 | 141              | 12                   |
| Жінки    | 190     | 47                 | 108              | 35                   |
| Разом    | 392     | 96                 | 249              | 47                   |